# Another One Rides the Bus (EP)
Another One Rides the Bus è stato il primo EP del cantante statunitense "Weird Al" Yankovic, registrato nel 1981.

## Tracce
1. Another One Rides the Bus – 2:36
2. Happy Birthday – 2:36
3. Gotta Boogie – 2:20
4. Mr. Frump in the Iron Lung – 1:55

Tutte queste canzoni verranno messe anche nel suo primo album studio nel 1983.

## Musicisti
- "Weird Al" Yankovic - fisarmonica, cantante
- Jon "Bermuda" Schwartz - batteria, percussioni, coro
- Richard Bennett - basso, chitarra, banjo, ukulele
- Joel Miller - bonghi
- Dr. Demento - coro
- Dan Hollombe - coro
- Sue Lumbin - coro